# Hemibagrus velox
Hemibagrus velox är en fiskart som beskrevs av Tan och Ng 2000. Hemibagrus velox ingår i släktet Hemibagrus och familjen Bagridae. Inga underarter finns listade i Catalogue of Life.